# 3%車費回贈優惠
每程3%車費回贈（英語：3% rebate for every fare-paying trip）為港鐵公司因應可加可減機制隨著2017年有所修訂，此優惠將作為票價調整機制中固定的票價優惠項目，港鐵需適時提供此優惠以緩解加幅，並實施最少6個月，減低對市民的影響。優惠期延長至2023年1月31日，並且將會每年按情況推出。優惠期內，乘客使用八達通或車票二維碼乘坐港鐵（重鐵路線，機場快綫及東鐵綫頭等除外）、輕鐵或港鐵巴士，每程即獲3%車費回贈優惠。
不過隨著2023年港鐵可加可減機制再度修訂，3%車費回贈優惠已被港鐵感謝日取代。

## 提供優惠的時機
於2017年，政府與港鐵完成票價調整機制檢討，新機制下，港鐵將需依公司的利潤及其服務表現，撥出相應金額作優惠。
利潤掛鈎
如果港鐵加價前一年利潤超過50億，將需按下表撥出相應金額作推出本優惠：
| 每年基本業務利潤     | 車費優惠總額 |
| -------------------- | ------------ |
| $50億以下            | 0            |
| $50億但不多於$60億   | $7500萬      |
| $60億但不多於$70億   | $1億         |
| $70億但不多於$80億   | $1億2500萬   |
| $80億但不多於$90億   | $1億5000萬   |
| $90億但不多於$100億  | $1億7500萬   |
| $100億但不多於$110億 | $2億         |
| $110億但不多於$120億 | $2億2500萬   |
| $120億但不多於$130億 | $2億5000萬   |
| $130億但不多於$140億 | $2億7500萬   |
| $140億但不多於$150億 | $3億         |
| $150億或以上         | $3億2500萬   |

利潤包括客運業務、車站商務、物業管理、物業發展和中國內地及國際業務，唯不計算投資物業重新估值。此機制不論於港鐵票價向上／向下調整之時，或凍結票價生效。優惠金額不設上限，如優惠金額於該年度未能完全回饋乘客，將順延至隨後年份繼續回饋乘客。
服務表現掛鉤
港鐵公司營運的服務當中，如果有31分鐘或以上的延誤，而延誤是因為港鐵營運過程所導致，港鐵公司需撥出款項，透過本優惠回饋乘客。所撥出款項如下：
| 延誤時間             | 撥出金額 |
| -------------------- | -------- |
| 31–60 分鐘           | $100萬   |
| 61–120 分鐘          | $200萬   |
| 121–180 分鐘         | $300萬   |
| 181–240分鐘          | $500萬   |
| 4 小時後額外的每小時 | $250萬   |

每宗意外之上限為2500萬，即延誤12小時。

### 實際優惠安排
2017年6月港鐵票價維持不變，但票價調整機制的優惠安排仍然生效，安排如下：
- 港鐵公司於2016年有$94.46億基本業務利潤，故需撥出$1億7500萬作優惠
- 因應港鐵公司在2016年的服務表現，需撥出$1450萬作優惠

於2017年3月21日，港鐵宣佈於同年6月18日推出優惠6個月，至2017年12月17日。
於2018年6月港鐵加價後，票價調整機制的優惠安排生效，安排如下：
- 港鐵公司於2017年有$105.15億基本業務利潤，故需撥出$2億作優惠
- 因應港鐵公司在2017年的服務表現，需撥出$2250萬作優惠

於2018年5月28日，港鐵宣佈於同年6月30日推出優惠6個月，至2019年1月1日。
於2019年6月港鐵加價後，票價調整機制的優惠安排生效，安排如下：
- 港鐵公司於2018年有$112.63億基本業務利潤，故需撥出$2億2500萬作優惠
- 因應港鐵公司在2018年的服務表現，需撥出$2000萬作優惠
- 是次回贈優惠由原有3%提高至3.3%（即抵消是次票價加幅）

於2019年5月22日，因應2019年慶祝港鐵觀塘線通車40周年加碼提供優惠，此優惠於同年6月30日起為期約9個月（40個星期），原定至2020年4月4日。
於2020年2月20日，因應2019新型冠狀病毒疫情，此優惠延長2個多月，至2020年6月30日。
2020年6月港鐵票價維持不變，但票價調整機制的優惠安排仍然生效，安排如下：
- 港鐵公司於2019年有$105.6億基本業務利潤，故需撥出$2億作優惠
- 因應港鐵公司在2019年的服務表現，需撥出$8650萬作優惠
- 是次回贈優惠由原有3.3%提高至20%（第二輪防疫抗疫基金的支援措施中所涉的收入損失，政府會承擔總收入損失的一半，上限8億元，其餘損失由港鐵承擔）

於2020年3月26日，港鐵宣佈此優惠再度延長6個月，至2021年1月1日；並於2020年4月8日，此優惠由原有3.3%提高至20%。於2020年11月25日，港鐵宣佈此優惠再度延長3個月，至2021年3月31日；2021年1月23日起，優惠擴展至車票二維碼。
於2021年6月港鐵減價後，連帶票價調整機制的優惠安排生效，安排如下：
- 港鐵公司於2020年有$43.81億基本業務利潤(原訂無須撥款)，故需額外撥出$2億作優惠
- 因應港鐵公司在2020年的服務表現，需撥出$1500萬作優惠
- 是次回贈優惠首階段由原有3%提高至5%，直至同年6月26日，由6月27日，次階段3.8%連同1.85%減幅，連同此減幅合共折扣為5.65%

於2022年3月29日，港鐵宣佈於同年4月1日推出優惠9個月，至2023年1月1日。
- 港鐵公司於2021年有$111.51億基本業務利潤，故需撥出$2億2500萬作優惠
- 因應港鐵公司在2021年的服務表現，需撥出$1900萬作優惠

於2022年12月28日，因應2019新型冠狀病毒疫情，此優惠延長1個月，至2023年1月31日。

## 優惠方式
乘客於2021年6月27日至2023年1月31日期間，使用八達通或車票二維碼付費乘搭港鐵重鐵路線（機場快綫及東鐵綫頭等額外費除外，而機場員工優惠車費則適用）、輕鐵及港鐵巴士，每程即自動獲得3.8%車費回贈優惠（下稱：車費回贈）。合資格車程為需付費車程。
簡單來說，所有車程，可獲優惠，但受下列條件限制。

### 條件

#### 一般條件
- 機場快綫（機場員工優惠車費除外）及港鐵接駁巴士（接駁大埔墟站）並不包括於計劃內；而輕鐵及港鐵巴士亦不適用於車票二維碼。
- 車費回贈優惠按車站車費表列明的車費計算折扣（特別註明除外），若折扣金額尾數少於一角，亦以一角計算。
- 同站出入並有車費扣減者（包括同站出入超過20分鐘者（長者／合資格殘疾人士使用八達通除外）而支付$10附加費（小童／合資格學生使用八達通，以及小童／長者使用車票二維碼則為$5））屬合資格車程。
- 頭等額外費與車費回贈優惠分開計算，先計算一般車資的車費回贈，再加上沒有折扣的頭等額外費。

#### 條件只適用於八達通
- 其他優惠（例如輕鐵／港鐵巴士免費轉乘、小巴／巴士轉乘、港鐵特惠站、長者及合資格殘疾人士公共交通票價優惠計劃、「全月通加強版」、機場員工優惠車費、羅湖／落馬洲特價核准車費等）可與車費回贈優惠同時使用。
  - 如該程車費經扣除所有折扣後，車費為$0，車費回贈優惠將不適用。
  - 如該程車費經扣除所有折扣後仍需付費，則先按原本應付車資（即車站所展示的車資，如該車程為「全月通加強版」之連接車程、長者及合資格殘疾人士公共交通票價優惠計劃、機場員工優惠車費或羅湖／落馬洲特價核准車費之優惠車程，將以「全月通加強版」的連接車程、長者／殘疾人士$2或機場員工優惠車費的車費計算「原本應付車資」）計算車費回贈優惠，再扣減其他優惠。如果車費回贈後減去其他優惠車費低於或等於$0，該車程可免費乘車，但剩餘折扣額則不獲退還；如果車費回贈後減去其他優惠車費仍需付款，則收取餘款。
- 經尖沙咀站及尖東站轉綫，作兩程合資格車程計算（除非轉綫後第二程車費為$0／退回車資），但仍然為一程車程計算總收費。兩段車程將獨立按車費回贈優惠計算，但按照車站車費表所列車資，並非差額車資計算。
- 乘搭輕鐵時須有入站及出站記錄，並須120分鐘內完成之車程方為合資格車程；若於輕鐵出站收費器退回入站時多付的車費後，其實際支付車費為$0，則不屬合資格車程。
- 乘搭港鐵巴士K52A綫全程收費（即往來曾咀之車程），作兩段合資格車程計算，但仍然為一程車程計算總收費。兩段車程將獨立按車費回贈優惠計算，並非差額車資計算。
- 「全月通加強版」或「機場快綫旅遊票」使用者出閘時無需扣除額外車資（即出閘機顯示車費為$0）或只收取頭等額外費，則為不合資格車程。
- 「全月通加強版」以扣除有關優惠後的應付車費計算，惟折扣額並未包括輕鐵／港鐵巴士免費轉乘、各項轉乘優惠、早晨折扣優惠、港鐵特惠站等。
- 在「長者日」（即每年11月第三個星期日）及「國際復康日」（即每年11/12月其中一個星期日）當日，長者使用長者或個人八達通及合資格殘疾人士使用「殘疾人士身分」個人八達通可分別享有免費乘車優惠，因此當日長者及合資格殘疾人士之免費車程或東鐵綫頭等額外費並不屬合資格車程。

## 外部連結
- （繁體中文）港鐵 - 特別車費安排 （页面存档备份，存于）
- （繁體中文）Wenjetso 搵著數 - 港鐵: 3.8%車費回贈優惠延長

（页面存档备份，存于）